# ステファノス・ガッタス2世
ステファノス・ガッタス2世（Stéphanos II Ghattas、1920年1月16日 - 2009年1月20日）は、エジプトのコプト典礼カトリック教会の枢機卿。1986年から2006年までアレクサンドリア総大司教を務めた。2001年からは枢機卿に任命されていた。
2009年1月20日、カイロにて89歳で亡くなった。